# Ernest Bong
Ernest Bong (29 de fevereiro de 1984) é um futebolista vanuatuense que atua como goleiro. Atualmente defende o Amicale.

## Clubes
Ernest começou sua carreira no Erakor Golden Star. Em 2008, se transferiu para o Amicale. Voltou ao Erakor em setembro de 2012, para a disputa da TVL Premier league. Em 2013, voltou ao Amicale, onde joga até hoje, mas em novembro do mesmo ano teve que viajar à Nova Zelândia para trabalhar numa fazenda por seis meses por motivos familiares.

## Seleção nacional
Ernest jogou pela primeira vez na seleção nacional em 7 de julho de 2011, contra as Ilhas Salomão, num amistoso em que foram vencidos por 2 a 1.